# Dietrich Stauffer
Dietrich Stauffer (* 6. Februar 1943 in Bonn; † 6. August 2019) war Professor für Theoretische Physik an der Universität zu Köln. Bekannt ist er unter anderem durch seine Forschungen zur Perkolationstheorie, zu zellulären Automaten sowie zur Computational Physics allgemein und ihren interdisziplinären Anwendungen.

## Leben und Wirken
Er wurde 1943 in Bonn als Sohn des Theologie-Professors Ethelbert Stauffer geboren. 1970 an der Technischen Universität München promoviert, habilitierte er sich 1975, als Mitarbeiter von Kurt Binder, an der Universität Saarbrücken. Seit 1977 war er Professor für Theoretische Physik an der Universität zu Köln. Sein Hauptforschungsgebiet war die Statistische Physik. Von 1987 bis 1990 leitete er die Forschergruppe für Vielteilchenphysik am damaligen 'Höchstleistungsrechenzentrum' des Forschungszentrums Jülich.
Für seine wissenschaftlichen Arbeiten, insbesondere zur Perkolationstheorie und auch zu zellulären Automaten, erhielt Dietrich Stauffer eine Reihe von Auszeichnungen, u. a. 1985 den Humboldt-Preis und 1999 den Gentner-Kastler-Preis. Weitere akademische Beiträge waren die systematische Verbesserung und Verbreitung numerischer Methoden (Computational Physics) sowie die Initiierung und Durchführung von Projekten der sog. Miniforschung zur Stärkung der Verbindung zwischen Universität und Schule.
Einige Jahre beschäftigte er sich vor allem mit der Übertragung physikalischer Methoden auf Probleme der Wirtschafts- und Gesellschaftswissenschaften (sog. Econophysics bzw. Sociophysics). Nicht zuletzt deshalb war er seit 2006 Ehrendoktor der Universität Lüttich.
Stauffer hat mehrere Bücher und über 500 wissenschaftliche Artikel veröffentlicht. Er war für seine unkonventionellen, interdisziplinären Anwendungen der statistischen Physik, für die internationale Ko-Autorenschaft vieler seiner Artikel sowie für seine Großzügigkeit gegenüber Studenten und Post-Docs bekannt – so etwa, ihnen für stundenlange Diskussionen zur Verfügung zu stehen und es ihnen zugleich zu ermöglichen, ihre Ergebnisse als Alleinautor zu veröffentlichen.
Kritisch äußerte er sich anlässlich der Umstellung von C3/C4- auf W2/W3-Professuren zu gängigen Methoden der Bewertung der wissenschaftlichen Leistung. Er riet dazu, Kriterien zu vermeiden, „die der Wissenschaft eher schaden denn nützen, falls sich die Bewerteten nach diesen Kriterien richten“.
Im Jahr 2008 wurde Dietrich Stauffer zum Outstanding Referee der American Physical Society ernannt.